# أنيوار غيدويف
أنيوار بوريسوفيتش غيدوف (الروسية: Аниуар Борисович Гедуев, القبردينية: Дзэду Борис и къуэ Iэниуар؛ من مواليد 26 يناير 1987) هو لاعب مصارعة حرة روسي من أصل شركسي قبارديوني، حائز على لقب أستاذ الرياضة الفخري في روسيا عام 2014.

## مسيرته الرياضية
تنافس جيدويف في وزن 74 كجم في بطولة أوروبا للمصارعة 2013 وبطولة أوروبا للمصارعة 2014، وحصد الميداليات الذهبية في كلتا المسابقتين. في مباراة الميدالية الذهبية في دورة الألعاب الأوروبية 2015، هزم سونر دميرتاش من تركيا بسقوط فني (10-0). وحقق جيدويف أول ميدالية عالمية له في وقت لاحق من ذلك العام، حيث فاز بالميدالية البرونزية في بطولة العالم للمصارعة عام 2015. وفي مباراة العودة من بطولة روسيا الوطنية 2016، تغلب على بطل العالم ثلاث مرات دينيس تسارغوش وفاز في تجارب الفريق الأولمبي. وشارك في دورة الألعاب الأولمبية الصيفية 2016 في ريو دي جانيرو، البرازيل. وبعد فوزه على بيكزود عبد الرحمنوف من أوزبكستان في الجولة الافتتاحية، تغلب على جوردن بوروز من الولايات المتحدة في ربع النهائي. ثم تغلب على جبرائيل حسنوف من أذربيجان ليحجز مكانه في النهائيات. لكنه خسر مباراة النهائي أمام المصارع الإيراني حسن يزداني وحصل على الميدالية الفضية.

## الإنجازات
- حائز على الميدالية الفضية في دورة الألعاب الأولمبية الصيفية 2016
- فائز بدورة الألعاب الأوروبية في باكو عام 2015
- حاصل على الميدالية البرونزية في بطولة العالم للمصارعة 2015
- بطل أوروبا (2013 ، 2014)
- فائز في بطولة كأس العالم 2010
- بطل روسيا (2015 ، 2016)
- حاصل على الميدالية الفضية في بطولة روسيا 2011
- حاصل على الميدالية البرونزية في بطولة روسيا 2009
- فائز بالبطولة الدولية "الجائزة الكبرى إيفان ياريجين" (2013، 2014)
- حائز على الميدالية البرونزية في البطولة الدولية "الجائزة الكبرى إيفان ياريجين" 2010
- حائز على الميدالية الفضية في كأس رمضان قديروف 2010

## التكريمات
- وسام الاستحقاق للوطن من الدرجة الأولى (25 أغسطس 2016) - للإنجازات الرياضية العالية في دورة الألعاب الأولمبية الحادية والثلاثين 2016 في ريو دي جانيرو، البرازيل.[3]
- وسام الاستحقاق لجمهورية كاباردينو بلقاريا (29 أغسطس 2016) - لمساهمته في تطوير الثقافة البدنية والرياضة، والإنجازات الرياضية العالية في الألعاب الأولمبية
- ميدالية "مجد أديغيا" (30 أكتوبر 2016) - للإنجازات الرياضية العالية، وزيادة هيبة وسلطة جمهورية أديغيا في الاتحاد الروسي.[4]